# Samurai Fiction
Pour plus de détails, voir Fiche technique et Distribution.
Samurai Fiction (SF サムライ・フィクション, Esu efu samurai fikushon) est un film japonais de Hiroyuki Nakano, sorti en 1998 au Japon.

## Synopsis
Rannosuke Kazamatsuri, un ronin redoutable, vient de voler le sabre ornemental offert par le shogun au clan Nagashima qu'il était pourtant supposé garder. Le premier vassal du clan, Hanzen Inukai, envoie un homme récupérer le sabre. Son fils, Hensei Inukai, récemment revenu d'Ido où il a appris le maniement du sabre et désireux de montrer ses talents, décide de partir aussi à la recherche du sabre. Il est accompagné par ses deux amis d'enfance : Tadasuke Kurosawa et Shintaro Suzuki. Hanzen, qui n'a aucune confiance dans l'habileté de son fils, envoie alors deux ninjas sur ses traces.
Lorsque les trois amis rattrapent Kazamatsuri, ils l'attaquent mais échouent : Tadasuke est tué, et Shintaro est légèrement blessé, et Hensei est plus gravement touché. Alors que Kazamatsuri s'apprête à les achever, Hanbei Mizogushi — un samouraï — intervient en leur faveur. 
Hensei est soigné chez le samouraï, il fait alors la connaissance de Koharu, la fille adoptive. Il reste déterminé à vaincre Kazamatsuri au sabre, malgré la différence flagrante de niveau avec son adversaire. Kazamatsuri s'installe en ville, dans une maison de jeux d'argent tenue par Takatsume.
Kazamatsuri, désireux de se mesurer à Hanbei, lui propose un combat, en échange du sabre recherché. Hanbei refuse. Les ninjas soudoient Takatsume pour qu'elle fasse avaler du poison à son hôte. Le plan échoue, et Takatsume est tuée. Il enlève alors Koharu pour obliger son père à combattre. Le duel s'engage, et Hanbei arrive à désarmer Kazamatsuri. Ayant perdu, celui-ci se jette du haut de la falaise. Hensei retrouve le sabre, qu'il ramène à son père.
Hensei fini par se marier avec Koharu. Hanbei devient le secrétaire du clan Nagashima.

## Fiche technique
- Titre : Samurai Fiction
- Titre original : SF サムライ・フィクション (Esu efu samurai fikushon?)
- Réalisation : Hiroyuki Nakano
- Scénario : Hiroyuki Nakano et Hiroshi Saitō
- Musique : Tomoyasu Hotei
- Pays d'origine : Japon
- Langue : japonais
- Format : noir et blanc - Dolby Digital - 35 mm
- Genre : Chanbara, aventure
- Durée : 111 minutes
- Dates de sortie : 1er août 1998 (Japon), 26 juin 2000 (soirée thématique samurai sur Arte)

## Distribution
- Morio Kazama : Hanbei Mizoguchi
- Mitsuru Fukikoshi : Heishiro Inukai
- Tomoyasu Hotei : Rannosuke Kazamatsuri
- Tamaki Ogawa : Koharu Mizoguchi
- Mari Natsuki : Okatsu
- Taketoshi Naitō : Kanzen Inukai
- Kei Tani : Kagemaru
- Fumiya Fujii : Ryunosuke Kuzumi
- Naoyuki Fujii : Shintarō Suzuki
- Ken Osawa : Tadasuke Kurosawa
- Hiroshi Kanbe : Gosuke
- Ryoichi Yuki : Ninja Hayabusa
- Akiko Monō : Ninja Akakage
- Tarō Maruse : Sakyounosuke Kajii
- Yūji Nakamura : Samejima

## Anecdotes sur le film
- Réalisé en noir et blanc par un réalisateur atypique venant de l'industrie du clip, ce film se distingue par une atmosphère très éloignée du stéréotype du film chambara. Très stylisé aussi bien dans ses plans que dans ses choix musicaux (rock et funk), Samurai Fiction fait souffler un vent nouveau et décalé.
- Tomoyasu Hotei qui joue Kazamatsuri dans le film a entièrement réalisé la musique du film.
- Selon son réalisateur, SF Episode One n'est que l'introduction d'une saga dont chaque épisode n'aurait que pour unique point commun les initiales de leurs titres SF (Stereo Future, Samourai Fighter, Silent Female…).

## Distinctions
- Sponichi Grand Prize New Talent Award au Mainichi Film Concours
- Best of Puchon au Puchon International Fantastic Film Festival
- Best Cinematography et Best Original Soundtrack au Sitges - Catalonian International Film Festival